# Demetrio Carceller Arce
Demetrio Carceller Arce (Madrid, 31 de marzo de 1962) es un empresario español. Es presidente de la petrolera Disa y presidente ejecutivo de la empresa de alimentación Damm. También es vicepresidente de la multinacional alimentaria Ebro Foods y de la constructora Sacyr. Carceller Arce es también consejero en la empresa productora de cava Freixenet y ejerció como presidente de Cerveceros de España de 2019 a 2023.

## Biografía
Hijo y nieto de empresarios, su abuelo fue Demetrio Carceller Segura, ministro de Industria de Franco en 1940. Su padre, Demetrio Carceller Coll, casado con Carmen Arce Ochoa, ocupó la presidencia del desaparecido Banco Comercial Transatlántico. Carceller Arce se casó en 1988 en la capilla del Colegio del Pilar con Paloma Fernández-Cid, hija de Antonio Fernández-Cid. Del matrimonio han nacido cuatro hijos, dos hijos y dos hijas.
Estudió Ciencias Empresariales en CUNEF.

## Trayectoria
Nacido en una familia de empresarios, en 1994 se hace cargo de la cervecera Damm, vinculada a la familia desde los años sesenta, pues su abuela Josepa Coll accedió a una parte de la empresa. En esa década, Damm recibió ofertas del Grupo San Miguel, entonces en manos del grupo Danone.
En la década de 1980 su padre, Demetrio Carceller Coll, tomó las riendas de la fortuna familiar y fue protagonista de episodios como la venta del Comercial Transatlántico a Deutsche Bank a finales de esa década. La operación no gustó al entonces gobernador del Banco de España, Mariano Rubio, aunque el montante de la venta se reinvirtió en empresas cotizadas.
Su trayectoria profesional se inició en 1985 en el Banco Santander de Negocios. Después de su paso por Duke University trabajó en la consultora McKinsey & Company, puesto que dejó, ya en la década de los 90, para afrontar sus primeras responsabilidades directivas en empresas del sector energético y alimentario. Domina a la perfección el español, el inglés y el alemán y es miembro de la Junta Protectora de la Fundación del Teatro Real.

### Alimentación y energía
En 1994 asumió la presidencia ejecutiva de la empresa de alimentación y bebidas Damm. Actualmente Damm integra diferentes marcas de cerveza, las aguas Fuente Liviana y Veri, el 50 % de Cacaolat o la cadena de restauración Rodilla. Además Damm es uno de los mayores accionistas de la empresa alimentaria Ebro Foods donde Carceller Arce ocupa la posición de vicepresidente.
En 1998 asume la presidencia ejecutiva de Grupo Disa. Empresa canaria de distribución de productos energéticos, es hoy el primer operador independiente de estaciones de servicio a nivel nacional (gestiona más de 600 gasolineras), el quinto operador de productos petrolíferos de España (el primero de Canarias), así como el segundo en Uruguay y tercero en Portugal. 
Corporación Petrolífera Disa es actualmente el primer accionista de la empresa constructora y de servicios Sacyr, donde Carceller Arce ocupa la posición de vicepresidente y miembro del Consejo de Administración.
La trayectoria de Demetrio Carceller Arce incluye también haber sido consejero en diferentes compañías del sector energético como Gas Asturias (1995-2001), Hidroeléctrica del Cantábrico, donde también fue miembro de la Comisión Ejecutiva (1995-2001), Compañía Española de Petróleos CEPSA (1993-2005), Compañía Logística de Hidrocarburos CLH (2005-2011) y Gas Natural donde también formó parte de la Comisión Ejecutiva (2007-2016). En el sector alimentario, ha sido consejero en la multinacional de aceite de oliva Deoleo (2011-2012) y actualmente forma parte del Consejo de la productora de cava Freixenet.

### Cervecero
Carceller Arce fue el presidente de la Asociación de Cerveceros de España desde 2019 al 2023, siendo sucedido por Ignacio Rivera Quintana, presidente de Corporación Hijos de Rivera.
Carceller  ocupó el cargo por segunda vez después de haber ocupado el puesto entre los años 1997 y 2001. Previamente, también ha sido presidente de la Sociedad Anónima Española de Fomento del Lúpulo (1997-2001), así como presidente de Cerveceros de Europa (2012-2016).

### Condena por evasión fiscal
En el año 2010 fue acusado por la Agencia Tributaria y la Guardia Civil de una evasión fiscal de más de 500 millones de euros. El septiembre de 2016, la familia Carceller llegó a un acuerdo con la Fiscalía Anticorrupción por el que se reconocía a Carceller Coll culpable de 13 delitos contra la hacienda pública, y a Carceller Arce culpable de 4 delitos por elusión continuada de pagos de impuestos (IRPF, patrimonio y sucesiones) entre 2003 y 2009. De acuerdo con el texto de la condena pactada, Carceller Arce redujo su condena de los 14 años de cárcel solicitados inicialmente a 13 meses, y podría seguir siendo presidente de los consejos de administración de la cervecera Damm y la petrolera Disa, vicepresidente de Sacyr y Ebro, y miembro del máximo órgano de administración de Gas Natural. Además, según decidió la Audiencia Nacional, Carceller Arce y su padre  Demetrio Carceller Coll evitarían la cárcel a cambio de pagar 93 millones de euros al fisco español en lugar de los 103 millones imputados por el fiscal.